# Phakopsora apoda
Phakopsora apoda är en svampart som först beskrevs av Har. & Pat., och fick sitt nu gällande namn av Mains 1938. Phakopsora apoda ingår i släktet Phakopsora och familjen Phakopsoraceae.   Inga underarter finns listade i Catalogue of Life.